# Замостье (Гродненская область)
За́мостье (бел. За́масце) — деревня в Сморгонском районе Гродненской области Белоруссии. Входит в состав Вишневского сельсовета, до 2016 года входила в состав Войстомского сельсовета.
Расположена в восточной части района у реки Зуста. Расстояние до районного центра Сморгонь по автодороге — около 18,5 км, до центра сельсовета агрогородка Войстом по прямой — чуть менее 5,5 км. Ближайшие населённые пункты — Берёзы, Селец, Лозовка. Площадь занимаемой территории составляет 0,0346 км², протяжённость границ 2650 м.

## История
Деревня отмечена на карте Шуберта (середина XIX века) как фольварк Замость в составе Войстомской волости Свенцянского уезда Виленской губернии. В 1866 году состояла из фольварка и фермы. Фольварк насчитывал 10 ревизских душ, ферма — 7 жителей католического вероисповедания.
После Советско-польской войны, завершившейся Рижским договором, в 1921 году Западная Белоруссия отошла к Польской Республике и деревня была включена в состав новообразованной сельской гмины Войстом Свенцянского повета Виленского воеводства. 1 января 1926 года гмина Войстом была переведена в состав Вилейского повета.
В 1938 году Замостье насчитывало 14 дымов (дворов) и 86 душ.
В 1939 году, согласно секретному протоколу, заключённому между СССР и Германией, Западная Белоруссия оказалась в сфере интересов советского государства и её территорию заняли войска Красной армии. Деревня вошла в состав новообразованного Сморгонского района Вилейской области БССР. После реорганизации административного-территориального деления БССР деревня была включена в состав новой Молодечненской области в 1944 году. В 1960 году, ввиду новой организации административно-территориального деления и упразднения Молодечненской области, Замостье вошло в состав Гродненской области.

## Население
| 1938 | 1999 | 2009 |
| ---- | ---- | ---- |
| 86   | 16   | 7    |

## Транспорт
Восточнее Замостья проходит местная автомобильная дорога Н6753 Войстом — Лозовка — Селец — Острово.
С райцентром деревня связана автобусным маршрутом Сморгонь — Войстом.

## Достопримечательности
К северо-западу от Замостья располагается территория ландшафтно-геоморфологического заказника «Мартишки» с Дубатовским болотом. Двумя километрами западнее деревни находится гора Шиловатая (195,9 м).